# John Rae
John Rae (ur. 30 września 1813 na Orkadach, zm. 22 lipca 1893 w Londynie) – szkocki podróżnik.
Był urzędnikiem Kompanii Zatoki Hudsońskiej i z jej polecenia odbywał liczne podróże w okolicach podbiegunowych. W 1847 odkrył przesmyk między zatokami Repulsa i Boothia, który został nazwany jego nazwiskiem. W latach 1853–1854 otrzymał od Eskimosów pierwsze wiadomości o losach wyprawy Franklina, za co otrzymał nagrodę 100 tys. funtów szterlingów. W 1850 opublikował Narrative of an expedition to the shores of the Arctic Sea.